# Боравлі
Боравлі (англ. Borawli) — стратовулкан з лавовими куполами, розташований в Адміністративній зоні 2 регіону Афар, Ефіопія. Він лежить вище східного берега озера Афрера.